# ديسيتابين
ديسيتابين (بالإنجليزية: Decitabine)‏ هو دواء يُستعمل في علاج:
- لوكيميا نخاعية حادة[9]
- متلازمة خلل التنسج النخاعي[9]

## دوره
يلعب هذا الدواء دورًا في علاج الأمراض كونه:
- مثبط الحمض النووي
- مثبط إنزيم